# Eärnil II
Eärnil II  es un personaje ficticio que pertenece al legendarium creado por el escritor británico J. R. R. Tolkien y cuya historia es narrada en los apéndices de la novela El Señor de los Anillos. Es un dúnadan, trigésimo segundo y penúltimo rey de Gondor. Su nombre es quenya y puede traducirse como «amigo del mar» o «amante del mar».

## Historia
Nació en el año 1883 de la Tercera Edad del Sol y murió en 2043 T. E. Es descendiente del rey Telumehtar Umbardacil, pues es bisnieto de Arciryas, el hermano de Narmacil II, que eran hijos de Telumehtar.
Eärnil era el comandante de los ejércitos del sur de Gondor. En 1944 T. E., se formó una alianza entre los aurigas, los haradrim y los variags, para atacar Gondor. Eärnil derrotó a los haradrim en el sur, marchó al norte a través de Ithilien y destruyó a los aurigas y los hombres de Khand arrojándolos a la Ciénaga de los Muertos "donde se pudrieron junto con los muertos de batallas más nobles del pasado".
Sin embargo, a pesar de librarse de la invasión, el Rey Ondoher y sus dos hijos varones murieron en la que se conoció como la Batalla del Campamento. El rey Arvedui de Arthedain reclamó la corona de Gondor como heredero de Isildur y marido de Fíriel, la única hija de Ondoher que quedaba con vida. Pero el Consejo de Gondor rechazó su petición y Eärnil pidió la corona, que le fue otorgada con la aprobación de todo el Consejo.
Su hijo fue Eärnur, quien derrotó al Rey Brujo junto con los elfos de Lindon en la Batalla de Fornost y fue el último de los Reyes de Gondor.

## Etimología
El nombre de Eärnil está compuesto en la lengua quenya, costumbre que tuvo su origen en el reino de Númenor y que el rey Elendil inició también en los Reinos Exiliados de Gondor y Arnor tras su fundación. El nombre puede recibir distintos significados dependiendo del uso de los términos que lo forman:
- Eär: significa «mar».
- -rnil: también como -ldil o -rdil, es un sufijo que expresa devoción, por lo que se puede traducir como «amante de» o «amigo de».

Así el nombre significa «amigo del mar» o «amante del mar».